# Вільгельм Ролльманн
Вільгельм Ролльманн (нім. Wilhelm Rollmann; 5 серпня 1907, Кобург — 5 листопада 1943, Атлантичний океан) — німецький офіцер-підводник, фрегаттен-капітан крігсмаріне. Кавалер Лицарського хреста Залізного хреста.

## Біографія
1 квітня 1926 року вступив на флот. У травні 1937 року переведений в підводний флот. З 26 жовтня 1938 по 28 вересня 1940 року командував підводним човном U-34, на якому здійснив 7 походів (провівши в морі в цілому 190 днів). Крім торгових суден, Ролльманн потопив британський есмінець «Whirlwind» і підводний човен «Spearfish». З вересня 1940 року служив інструктором 2-ї підводної навчальної дивізії. 26 січня 1943 року призначений командиром U-847, а 20 лютого 1943 року — U-848 (Тип IX D2). 18 вересня вийшов у похід, а 5 листопада човен був потоплений американською авіацією. Всі 63 члени екіпажу загинули.
Всього за час бойових дій потопив 25 кораблів загальною водотоннажністю 103 884 тонн.

## Звання
- Кандидат в офіцери (1 квітня 1926)
- Морський кадет (12 жовтня 1926)
- Фенріх-цур-зее (1 квітня 1928)
- Оберфенріх-цур-зее (1 травня 1930)
- Лейтенант-цур-зее (1 жовтня 1930)
- Оберлейтенант-цур-зее (1 жовтня 1932)
- Капітан-лейтенант (1 квітня 1936)
- Корветтен-капітан (1 грудня 1940)
- Фрегаттен-капітан (1 листопада 1943)

## Нагороди
- Медаль «За вислугу років у Вермахті»
  - 4-го класу (4 роки; 2 жовтня 1936)
  - 3-го класу (12 років; 1 квітня 1938)
- Медаль «У пам'ять 1 жовтня 1938»
- Залізний хрест
  - 2-го класу (26 вересня 1939)
  - 1-го класу (7 лютого 1940)
- Нагрудний знак підводника (12 листопада 1939)
- Двічі відзначений у Вермахтберіхт
  - «У морській війні проти Англії успіх наших підводних човнів продовжується. Як уже повідомлялося у спеціальному звіті, човен під командуванням капітан-лейтенанта Вільгельма Ролльманна потопив 5 озброєних торгових кораблів загальною водотоннажністю 48 000 тонн, включаючи допоміжний крейсер водотоннажністю 18 000 тонн, з важко захищеного британського конвою. Конвой підірвали. Цей човен також торпедував озброєне британське торгове судно водотоннажністю 6000 тонн.» (29 липня 1940)
  - «Капітан-лейтенант Вільгельм Ролльманн потопив підводний човен противника. Протягом двох операцій цей човен за короткий проміжок часу знищив дванадцять озброєних ворожих торгових кораблів загальною водотоннажністю 74 338 тонн, британський есмінець "Whirlwind" та підводний човен.» (2 серпня 1940)
- Лицарський хрест Залізного хреста (31 липня 1940)